# Поляков, Георгий Иванович
Георгий Иванович Поляков (20 апреля 1903 — март 1975) — советский государственный деятель, народный комиссар внутренних дел Удмуртской Автономной Советской Социалистической Республики (1939—1941), участник Великой Отечественной войны, подполковник государственной безопасности (1943).

## Биография
Родился 20 апреля 1903 г. в д. Крутица Болховского уезда Орловской губернии Российской империи в семье русского пастуха. В 1914 г. закончил 3-х классную сельскую школу в родной деревне. С ноября 1917 г. трудился подручным кузнеца у кустаря Полякова. С мая 1923 г. работал в своем хозяйстве.
В октябре 1925 г. призван в Рабоче-крестьянскую Красную армию, где служил командиром отделения отдельного Московского полка Московского военного округа. С февраля 1928 г. стрелок 1-го отряда железно-дорожной охраны в г. Ростов-на-Дону. В армии в сентябре 1929 г. вступил в коммунистическую партию.
В мае 1930 г. демобилизован и работал слесарем на Ростовском паровозоремонтном заводе им. Ленина. С марта 1932 г. заведующий организационно-массовым отделом транспортно потребительского общества паровозорементного завода им. Ленина. С декабря 1932 г. секретарь коллектива ВКП(б) в станице Успенская. С мая 1933 г. заведующий мастерской Успенской МТС. С января 1934 г. председатель колхоза «Автодор» в станице Успенская. С декабря 1934 г. инструктор Ильинского районного комитета ВКП(б). С марта 1936 г. слушатель курсов марксизма-ленинизма в г. Геленджик. С марта 1937 г. третий секретарь Волошинского районного комитета ВКП(б). С мая 1938 г. второй секретарь Кагальницкого районного комитета ВКП(б). С сентября 1938 г. первый секретарь Пролетарского районного комитета ВКП(б).
С декабря 1938 г. курсант Высшей школы НКВД СССР. С 28 января 1938 г. заместитель народного комиссара внутренних дел Удмуртской АССР. С 27 апреля 1939 г. временно исполняющий должность, а с 26 ноября 1939 г. по 26 февраля 1941 г. народный комиссар внутренних дел Удмуртской АССР. С 3 апреля 1941 г. по 24 апреля 1942 г. начальник Управления Онежского исправительно-трудового лагеря НКВД.
С апреля 1942 г. в Красной армии, участвовал в Великой Отечественной войне: начальник особого отдела НКВД 188-й танковой бригады. С октября 1942 г. начальник особого отдела НКВД 10-й артиллерийской дивизии. С марта 1943 г. заместитель начальника 3-го отдела Управления контрразведки СМЕРШ Воронежского фронта. С декабря 1943 г. начальник Отдела контрразведки СМЕРШ 109-й стрелковой дивизии. С марта 1945 г. в резерве Управления контрразведки СМЕРШ Центральной группы войск. 6 июля 1945 г. демобилизован из армии, а 10 июля 1945 г. уволен из НКВД.
С августа 1945 г. заместитель управления Ростовской областной конторой «Заготзерно». С ноября 1946 г. начальник инструментальной группы Ростовского паровозоремонтного завода им. Ленина. С апреля 1947 г. заместитель директора Шентуховской МТС по политической части. С ноября 1950 г. начальник политического отдела МТС в г. Вильянди Эстонской ССР. С января 1954 г. заместитель директора леспромхоза, в г. Вильянди. С февраля 1955 г. инспектор по кадрам машинопрокатной базы в г. Краснодар. С марта 1956 г. кладовщик железобетонного цеха Комбината производственных предприятий треста «Краснодаргорстрой». С мая 1956 г. мастер на Краснодарском завода железобетонных изделий. С февраля 1960 г. пенсионер. С ноября 1962 г. стрелок вооруженной охраны Краснодарского камвольно-суконного комбината. С марта 1963 г. пенсионер. С сентября 1964 г. слесарь Краснодарского домостроительного комбината. С мая 1966 г. пенсионер. С июля 1967 г. рабочий Краснодарского домостроительного комбината. С июня 1968 г. пенсионер. Умер в марте 1975 г. в Краснодаре.

## Воинские звания
- Капитан государственной безопасности — 21.02.1939;
- Подполковник государственной безопасности — 11.02.1943[4].

## Награды
- Орден «Знак Почёта» (26.04.1940);
- Медали[4].